# ケレン・アン
ケレン・アン（Keren Ann, 1974年3月10日 - ）は、イスラエル出身のシンガーソングライター。活動の拠点をパリとニューヨークにおく。ギター、ピアノ、クラリネットを演奏する。

## 来歴・人物
イスラエル・カイサリア生まれ。父はユダヤ系ロシア人、母はジャワ系オランダ人。11歳までイスラエルとオランダで暮らした後、家族でフランスに移った。イスラエルとオランダの市民権を保持している。
2000年、当時恋人だったバンジャマン・ビオレのプロデュースによって「La Biographie de Luka Philipsen」でデビューし、彼のデビュー・アルバムにも参加した。このユニットでアンリ・サルヴァドールのアルバム「Chambre avec Vue」をプロデュースし、彼女の作曲した「冬の庭(原題：Jardin d'hiver)」がヒットした。
2003年、アイスランドのバルディ・ヨハンソンと共にレディ＆バード (Lady & Bird) というバンドを結成し、アルバム『Lady and Bird』をリリースし、ヴェルヴェット・アンダーグラウンドの「ステファニー・セッズ」と映画『M★A★S★H マッシュ』の主題歌「もしも、あの世にゆけたら」をカバーした。
2000年のデビューアルバムから2013年現在に至るまで6枚のオリジナルアルバムをリリースしており、6thアルバム『101階からのスケッチ』は台湾一の超高層ビルである台北101に登った際、インスピレーションが湧いて作られたコンセプトアルバム（101階建の超高層マンションの一室一室で起こっている出来事を映画仕立てに展開した作品）である。
また、アメリカのテレビドラマ『グレイズ・アナトミー 恋の解剖学』および『Lの世界』では、レディ＆バードの「Do What I Do」が、ファストファッション『H&M』のCMでは、5thアルバム「ケレン・アン」から「Lay Your Head Down」）がそれぞれ使用された。

## ディスコグラフィー

### オリジナルアルバム
- La Biographie de Luka Philipsen (2000)
- La disparition (2002)
- 「さよならは言わない」Not going anywhere (2003)
- 「ノリータ」Nolita (2005)
- 「ケレン・アン」Keren Ann (2007)
- 「101階からのスケッチ」101 (2011)

### コンピレーションアルバム
- Lady and Bird (by Keren Ann and B. Johannsson) (2003)
- La Ballade of Lady Bird  (by Keren Ann and B. Johannsson) (2009)

## ツアー
- 2011年
  - 2月1日：リンカーン・センター (ニューヨーク、アメリカ合衆国)
  - 9月30日：City Winery (ニューヨーク、アメリカ合衆国)
  - 10月1日：City Winery (ニューヨーク、アメリカ合衆国)
- 2012年
  - 11月16日：サル・プレイエル(パリ、フランス)
- 2013年
  - 4月10日：Shenzhen Cultural Center (深圳市、中国）
  - 4月11日：Guangzhou Xinghai Concert Hall (広州市、中国)
  - 4月12日：Shanghai Oriental Art Center (上海市、中国)
  - 4月13日：Wuhan Theatre (武漢市、中国)
  - 4月14日：Beijing M Space (北京市、中国)
  - 6月20日・27日：City Winery (ニューヨーク、アメリカ合衆国)
  - 7月26日：City Winery (シカゴ、アメリカ合衆国)
  - 9月12日：Littlefield (ニューヨーク、アメリカ合衆国)